# Nguyễn Quang Lập
Nguyễn Quang Lập (sinh 1956) là một nhà văn, nhà viết kịch, nhà biên kịch điện ảnh của Việt Nam. Ông có một blog tên là Quê Choa, và thường tự nhận là Bọ Lập.

## Tiểu sử
Nguyễn Quang Lập sinh năm 1956 tại Thị xã Ba Đồn – Quảng Bình. Ông tốt nghiệp Đại học Bách khoa Hà Nội, là kỹ sư vô tuyến điện nhưng lại theo đuổi nghiệp văn như em ông Nguyễn Quang Vinh. Ông còn có các bút danh Hồng Nhật, Hồng Đức, Quang Quang.
Nguyễn Quang Lập tham gia quân đội từ 1980 - 1985, là bộ đội tên lửa Quân chủng phòng không, đóng quân ở đảo Cái Bầu (Quảng Ninh), sau chuyển vào Quảng Nam Đà Nẵng. Một số tác phẩm đầu tay của ông được viết trong thời kỳ này. Sau khi rời quân ngũ ông từng có thời gian công tác tại Nhà Xuất bản Kim Đồng và báo Sài Gòn Tiếp Thị.
Nguyễn Quang Lập là hội viên của Hội Nhà văn Việt Nam, Hội Nghệ sĩ Sân khấu Việt Nam, Hội Điện ảnh Việt Nam và Hội Nhà báo Việt Nam.

## Các tác phẩm chính
Nguyễn Quang Lập sáng tác trong các mảng văn học, kịch, kịch bản điện ảnh.

### Văn học
- Tiếng gọi nơi mặt trời lặn (tập truyện ngắn, 1989), được đánh giá là đã khiến cho người đọc phải chùng lòng[3]
- Mười tám truyện ngắn Nguyễn Quang Lập (1997)
- Những mảnh đời đen trắng (tiểu thuyết, 1989)
- Kỷ niệm thời trai trẻ (1988)
- Người thổi kèn Trom-pet
- Một giờ trước lúc rạng sáng (tập truyện ngắn, 1986)
- Ký ức vụn (2009)
- Bạn văn (2011) [4]

### Kịch bản
- Mùa hạ cay đắng
- Trên mảnh đất người đời
- Vào tháng 10 năm 2005, nhà hát kịch Hà Nội công diễn vở "Những linh hồn sống" với kịch bản của ông khắp ba miền Bắc-Trung-Nam Việt Nam.[5]

### Kịch bản điện ảnh
- Đời cát (giải vàng Liên hoan phim châu Á-Thái Bình Dương, giải Bông sen Vàng Liên hoan phim Việt Nam lần thứ 13 và nhiều giải thưởng khác).[2]
- Thung lũng hoang vắng (giải Fipresci, Bông Sen Bạc tại Liên hoan phim Việt Nam lần thứ 13).
- Cũng trong Liên hoan phim Việt Nam lần thứ 13, với thành công của Đời cát và Thung lũng hoang vắng, Nguyễn Quang Lập được trao giải Nhà biên kịch xuất sắc nhất.
- Không có Eva: kịch bản này chưa được dựng thành phim mà lý do được bà Nguyễn Thị Hồng Ngát phó cục trưởng Cục Điện ảnh Việt Nam nêu ra: "Tác phẩm có giá trị nghệ thuật cao, vượt trội các kịch bản khác. Tuy nhiên, một số cảnh trong Không có Eva mang màu sắc u ám và hơi tiêu cực, chưa phù hợp với cuộc sống hiện nay. Bởi vậy, Hội đồng đề nghị tác giả sửa chữa và chờ đến đợt xét duyệt vào năm sau"[6].
- Âm tính phim truyền hình của TFS viết dựa trên cuộc đời Lâm Uyển Nhi, với Mai Phương Thúy giữ vai chính.[7][8]

## Thời gian gần đây
Năm 2008 ông cho ra cuốn tạp văn "ký ức vụn" được đánh giá là "đem lại những nụ cười hài hước mà ưu tư suy ngẫm". Ngôn ngữ sử dụng trong các tác phẩm của nhà văn rất gần gũi, đời thường, nhiều lúc bị đánh giá là dung tục, nhưng toát lên trên hết đó là tính nhân văn sâu sắc.

Cũng trong năm 2008, sau những thành công về kịch bản cho các bộ phim, ông đã thành lập công ty Scripts, một công ty chuyên về kịch bản là công ty về kịch bản đầu tiên ở Việt Nam.
Cùng với trào lưu lập Blog trong giai đoạn gần đây, ông cũng đã thành lập Blog trong vòng sau tháng đầu tiên theo đánh giá của báo An Ninh Thủ Đô có tới nửa lượt triệu truy cập. Blog của nhà văn Nguyễn Quang Lập  được gọi là chiếu rượu QUÊ CHOA - đây là một phương ngữ chỉ về quê hương của ông - tỉnh Quảng Bình.
Ông từng nói về việc viết blog:
Trước đây "Quê Choa" chỉ lập ra để viết văn chương cho vui thôi chứ không nói chuyện thời sự báo chí gì đâu, nhưng dần dà thấy nhiều chuyện chướng tai gai mắt quá, mình là thằng nhà văn mà không lên tiếng thì chẳng ra làm sao cả, thế nên tôi buộc phải lên tiếng thôi chứ còn lúc đầu chỉ làm một blog văn chương cho vui chứ không có ý định làm cái gì cả. Nhưng dần dần cuộc sống nó đập vào mình, nó buộc mình phải lên tiếng. Nếu không lên tiếng thì mình thấy nó thế nào! Không được! Không xứng đáng là một thằng nhà văn! Buộc phải lên tiếng...
Ngày 30 tháng 5 năm 2013, blog của Nguyễn Quang Lập (quechoa.vn, nay đã bị chiếm dụng) bị xóa tên trên server, sau khi ông từ chối lời yêu cầu ban quản lý tên miền.vn, gỡ bỏ một số bài "nhạy cảm" và "xấu", và đã chuyển bài vở mình về trang Quê Choa.

### Bị bắt giữ
Chiều ngày 6 tháng 12 năm 2014, ông Lập bị cơ quan An ninh điều tra bắt giữ tại nhà riêng ở TP. HCM theo điều 258 Bộ luật Hình sự với lý do "bắt quả tang đang tải bài vở đăng những nội dung được cho là xuyên tạc, chống nhà nước."
Trả lời phỏng vấn của BBC và RFI, vợ của ông Nguyễn Quang Lập, bà Hồ Thị Hồng, nói rằng chồng của bà bị công an bắt trong khi ông đang bị liệt nửa người và phải cần thuốc điều trị. Bà nói: "Anh Lập dặn dò với gia đình bảo là trước mắt anh đi khoảng 9 ngày, để cho họ điều tra, xét cung, xét hỏi. Sau đó khoảng độ 9 ngày mà anh không về thì có lẽ 3 năm sau gặp lại."

### Nhận định
- Hôm 07/12, Tiến sĩ Nguyễn Quang A, nhà quan sát xã hội dân sự từ Hà Nội, bình luận về vụ bắt hai blogger Nguyễn Quang Lập và Hồng Lê Thọ vốn diễn ra chỉ trong vòng một tuần lễ và chỉ vài ngày trước thềm Ngày Nhân quyền Quốc tế (10/12) hàng năm: "... họ nhổ toẹt vào cái mà họ nói là nhân quyền của họ, chứ không phải là thách thức. Bởi vì chuyện như thế này nó đã xảy ra từ lâu rồi."[19]
- Giáo sư toán học Ngô Bảo Châu bày tỏ sự quan tâm của ông trên trang facebook cá nhân của mình như sau: "Thương Bọ Lập quá. Theo cái đà này, chắc phải chịu khó viết blog."[20]
- Ủy ban Bảo vệ Ký giả Quốc tế (CPJ) hôm 8/12 đã ra thông báo lên án tình trạng trấn áp bất đồng ngày càng tăng ở Việt Nam sau khi ông Nguyễn Quang Lập (chủ blog Quê Choa) bị bắt giữ, và kêu gọi thả tự do ngay lập tức và vô điều kiện cho ông Lập. Ông Shawn Crispin, đại diện của CPJ ở Đông Nam Á, nói:

"Chính phủ Việt Nam nên chấm dứt việc sử dụng các đe dọa pháp lý để bịt miệng các blogger độc lập và hãy bắt đầu bảo vệ quyền tự do báo chí được ghi nhận trong Hiến pháp Việt Nam." 
- Nguyễn Thị Từ Huy nhân vụ Nguyễn Quang Lập bàn về các vụ bắt bớ blogger trong năm 2014:

"Chúng ta cần tiếp tục suy nghĩ nếu chúng ta còn có bộ não ở trong đầu. Chúng ta cần cảm thấy đau đớn trước việc những người vô tội càng ngày càng bị bắt nhiều hơn, nếu chúng ta còn có một trái tim trong lồng ngực. Và chúng ta cần hành động nếu cuộc sống của chính chúng ta bị đe dọa. Quyền bảo vệ mạng sống là quyền tự nhiên mà tất cả mọi người sinh ra đều có, đó là quyền mà không ai ban bố được cho ai, cũng không ai tước đoạt được của ai."
- Mặc Lâm, đài RFA nhận định:

"Nếu một nhà văn bị xem là chống đối chế độ vì loan tải những bài viết phê phán các bất công, tiêu cực trong những công trình xây dựng hay bùa phép gây mất mát hàng ngàn tỷ ngân sách là có tội với quốc gia thì có lẽ cách diễn giải luật pháp của nhà nước qua điều 88 đang dẫm đạp lên chứ không phải thi hành luật pháp.
Bọ Lập nổi tiếng không phải là một người đấu tranh dân chủ. Anh không phải là người hoạt động chính trị và nhất là chưa bao giờ viết bất cứ một văn bản nào cổ súy cho tinh thần đấu tranh mang ý nghĩa của một cuộc cách mạng, cho dù cách mạng mềm hay cứng và dưới hình thức nào. Anh tự nhận là mình thiếu can đảm và chỉ là một nhà văn, một blogger bất bình trước các vấn đề nóng bức của đất nước mà đem trang blog Quê Choa chuyên chở các ý tưởng mà anh thấy không thể có vấn đề nghiêm trọng nào đáng cho nhà nước kết án, dẫn đến việc bắt giữ anh."

### Xin tại ngoại
Ngày 10 tháng 12 năm 2014, theo phòng PV11 Công an TP.HCM đăng tải trên Công thông tin điện tử Công an TPHCM, "Ông Nguyễn Quang Lập khai nhận hành vi vi phạm pháp luật của mình và xin được hưởng khoan hồng, sớm được tại ngoại. Ông Lập cam kết từ bỏ hoạt động vi phạm pháp luật để tập trung vào lĩnh vực văn học nghệ thuật, phục vụ xã hội."

### Được trí thức ủng hộ
- Ngày 11 tháng 12 năm 2014 một bản kiến nghị với chữ ký của 141 nhà văn, nhà báo, trí thức ở Việt Nam và hải ngoại đã được gởi đến Chủ tịch nước, Thủ tướng và Bộ trưởng Công an Việt Nam, yêu cầu trả tự do cho nhà văn Nguyễn Quang Lập. Bản kiến nghị nhấn mạnh đến tình trạng sức khỏe của nhà văn Nguyễn Quang Lập: liệt nửa người do di chứng chấn thương sọ não nên sinh hoạt thường ngày cần phải có người giúp đỡ, cùng nhiều bệnh nặng khác, nên việc giam giữ ông là trái với tinh thần nhân đạo của các quốc gia văn minh.[27]
- Các giáo sư Ngô Bảo Châu, Đàm Thanh Sơn và Vũ Hà Văn từ Hoa Kỳ ngày 19 tháng 12 năm 2014 đã gửi thư ngỏ cho Bộ trưởng Bộ Công an Trần Đại Quang, Viện trưởng Viện Kiếm sát Nhân dân Tối cao Nguyễn Hòa Bình và Chánh án Tòa án Nhân dân Tối cao Trương Hòa Bình đề nghị cho nhà văn Nguyễn Quang Lập, được "tại ngoại hầu tra" vì "việc tạm giam ông Lập trong tình trạng sức khoẻ như vậy tạo ra một hình ảnh xấu về Việt Nam trên trường quốc tế" và "không phản ánh đúng tính nhân đạo của hệ thống pháp luật và xã hội Việt Nam".[28]

### Bị gia hạn tạm giam 3 tháng và bị khởi tố theo tội danh mới
Ngày 17 tháng 12 năm 2014, theo lời em trai của ông, Nguyễn Quang Vinh, nhà văn Nguyễn Quang Lập bị gia hạn tạm giam ba tháng và bị khởi tố theo điều 88 Bộ luật Hình sự (Tuyên truyền chống Nhà nước). Theo điều luật này, mức án mà ông Nguyễn Quang Lập có thể phải đối mặt là từ 3 đến 20 năm tù.

### Được tại ngoại
Ngày 10 tháng 2 năm 2015, ông Nguyễn Quang Lập được tại ngoại để điều tra. Theo Cơ quan An ninh điều tra Công an TP.HCM, ông Nguyễn Quang Lập đã thành khẩn khai báo, thừa nhận hành vi vi phạm nên cơ quan điều tra đã quyết định thay đổi biện pháp ngăn chặn với bị can như trên.

### Đình chỉ điều tra
Sáng ngày 20 tháng 10 năm 2015, nhà văn Nguyễn Quang Lập cho biết ông đã nhận được quyết định đình chỉ điều tra từ cơ quan công an. Quyết định này được cán bộ công an tống đạt cho nhà văn Nguyễn Quang Lập trong buổi trình diện cơ quan điều tra như thường lệ.

## Xin ra khỏi Hội nhà văn Việt Nam
Ngày 12 tháng 5 năm 2015, trong một lá đơn được đăng tải trên trang mạng xã hội, nhà văn Nguyễn Quang Lập cùng 19 nhà văn nhà thơ khác tuyên bố từ bỏ Hội nhà Văn Việt Nam kể từ ngày 11 tháng 5 năm 2015.

## Nhận định về nghề
Tôi luôn xác định rõ đối tượng của mình là khán giả từ 25 tuổi trở lên và những người có văn hoá cao. Họ xem phim của tôi để nghiền ngẫm và suy tưởng chứ không phải chỉ giải trí thuần tuý. Đời cát và Thung lũng hoang vắng sở dĩ thành công vì tôi xác định đúng đối tượng phục vụ và mục đích làm phim là để cống hiến cho nghệ thuật chứ không thuần tuý là câu khách.

## Nhận xét về nghiệp văn
Mặc Lâm, RFA: 
Hồn nhiên, lôi cuốn và khéo léo khi sử dụng phương ngữ của Bọ để nói tục, hay dùng yếu tính "tục" để chuyển tới người nghe những mẩu chuyện tiếu lâm thời đại mà phía sau đầy ắp bài học cho người đọc... Buồn dĩ nhiên không thể cười, nhưng có những cái cười còn hơn khóc được Bọ Lập kể lại bằng khẩu văn làm ướt lòng người hiểu chuyện...